# Jesús predice su traición

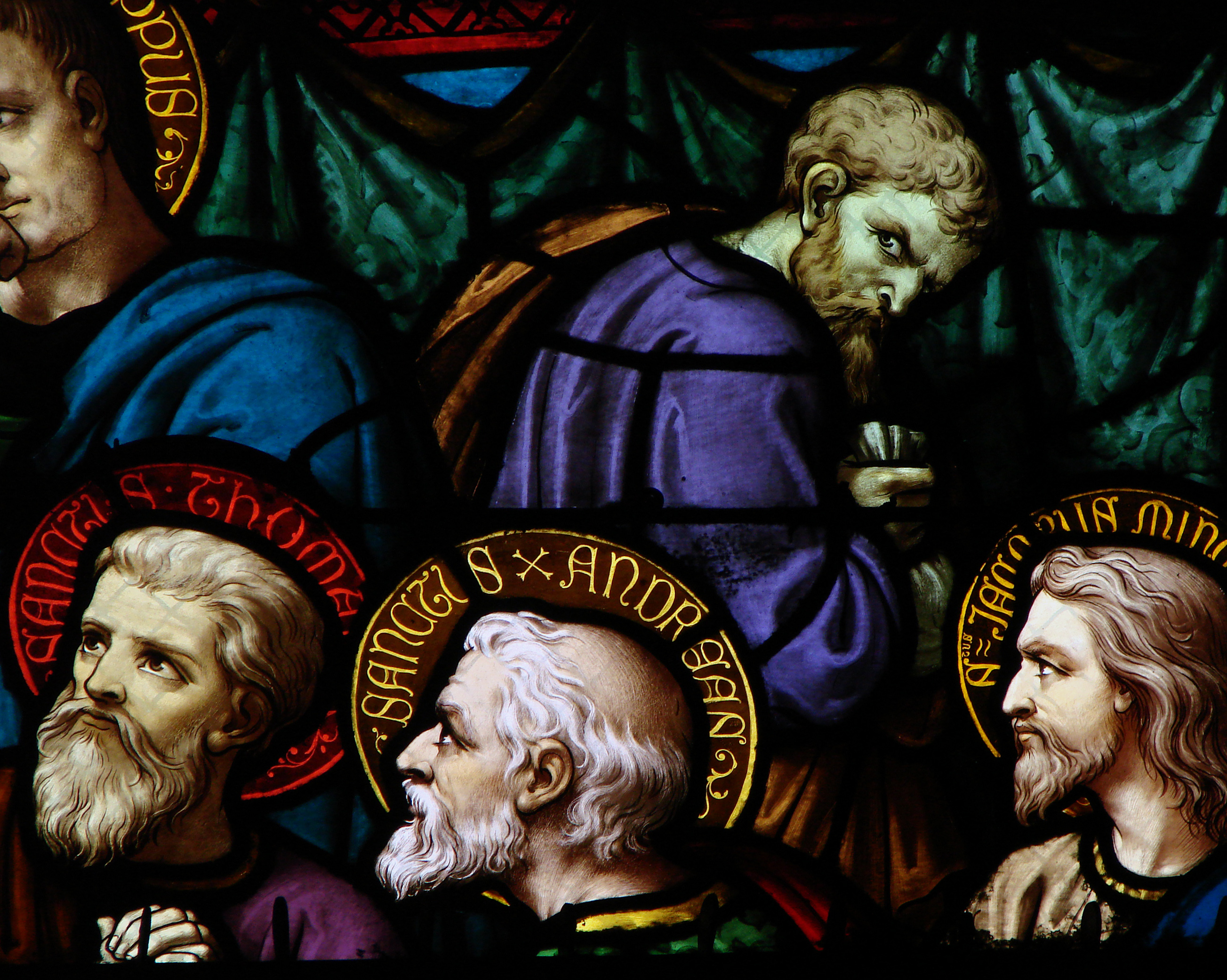
Detalle de la vidriera que representa a Judas Iscariote alejándose de la Última Cena, Catedral de Moulins, Francia.

Jesús predice su traición tres veces en el Nuevo Testamento, una narración que se incluye en los cuatro Evangelios canónicos. Esta predicción tiene lugar durante la Última Cena en Mateo 26:24-25, Marcos 14:18-21, Lucas 22:21-23, y Juan 13:21-30.
Antes, en Juan 6:70, Jesús advierte a sus discípulos de que uno de ellos es un demonio. En el siguiente versículo, el autor afirma que Jesús se refiere a Judas Iscariote.

## Narración bíblica
En el Evangelio de Juan, la predicción está precedida por la afirmación en 13:17-18 de que Jesús sabía que Judas Iscariote lo traicionaría: «Si sabes estas cosas, bendito seas si las haces. No hablo de todos vosotros: yo sé a quién he elegido, sino para que se cumpla la Escritura: El que come mi pan, levantó su calcañar contra mí». La bendición en Juan 13:17 no se dirige, pues, a los Iscariote.
- Según el Evangelio de Mateo (26; 17-25)

El primer día de los Ácimos se acercaron los discípulos a Jesús y le dijeron: —¿Dónde quieres que te preparemos la cena de Pascua? Jesús respondió: —Id a la ciudad, a casa de tal persona, y comunicadle: «El Maestro dice: “Mi tiempo está cerca; voy a celebrar en tu casa la Pascua con mis discípulos”». Los discípulos lo hicieron tal y como les había mandado Jesús, y prepararon la Pascua. Al anochecer se recostó a la mesa con los doce. Y cuando estaban cenando, dijo: —En verdad os digo que uno de vosotros me va a entregar. Y, muy entristecidos, comenzaron a decirle cada uno: —¿Acaso soy yo, Señor? Pero él respondió: —El que moja la mano conmigo en el plato, ése me va a entregar. Ciertamente el Hijo del Hombre se va, según está escrito sobre él; pero ¡ay de aquel hombre por quien es entregado el Hijo del Hombre! Más le valdría a ese hombre no haber nacido. Tomando la palabra Judas, el que iba a entregarlo, dijo: —¿Acaso soy yo, Rabbí? —Tú lo has dicho —le respondió.

- Según el Evangelio de Marcos (14; 12-21)

El primer día de los Ácimos, cuando sacrificaban el cordero pascual, le dicen sus discípulos: —¿Dónde quieres que vayamos a prepararte la cena de Pascua? Entonces envía dos de sus discípulos, y les dice: —Id a la ciudad y os saldrá al encuentro un hombre que lleva un cántaro de agua. Seguidle, y allí donde entre decidle al dueño de la casa: «El Maestro dice: “¿Dónde tengo la sala, donde pueda comer la Pascua con mis discípulos?”» Y él os mostrará una habitación en el piso de arriba, grande, ya lista y dispuesta. Preparádnosla allí. Y marcharon los discípulos, llegaron a la ciudad, lo encontraron todo como les había dicho, y prepararon la Pascua. Al anochecer, llega con los doce. Y cuando estaban recostados a la mesa cenando, Jesús dijo: —En verdad os digo que uno de vosotros me va a entregar: el que come conmigo. Comenzaron a entristecerse, y a decirle cada uno: —¿Acaso soy yo? Pero él les dijo: —Uno de los doce, el que moja conmigo en el plato. Ciertamente que el Hijo del Hombre se va, según está escrito sobre él; pero ¡ay de aquel hombre por quien es entregado el Hijo del Hombre! Más le valdría a ese hombre no haber nacido.

- Según el Evangelio de Lucas (22; 21-23)

«Pero mirad que la mano del que me entrega está conmigo a la mesa. Porque el Hijo del Hombre se va, según está decretado; pero ¡ay de aquel hombre por quien es entregado!» Y empezaron a preguntarse entre sí quién de ellos sería el que iba a hacer tal cosa.

- Según el Evangelio de Juan (13; 21-32)

Cuando dijo esto Jesús se conmovió en su espíritu, y declaró: —En verdad, en verdad os digo que uno de vosotros me va a entregar. Los discípulos se miraban unos a otros sin saber a quién se refería. Estaba recostado en el pecho de Jesús uno de los discípulos, el que Jesús amaba. Simón Pedro le hizo señas y le dijo: —Pregúntale quién es ése del que habla. Él, que estaba recostado sobre el pecho de Jesús, le dice: —Señor, ¿quién es? Jesús le responde: —Es aquel a quien dé el bocado que voy a mojar. Y después de mojar el bocado, se lo da a Judas, hijo de Simón Iscariote. Entonces, tras el bocado, entró en él Satanás. Y Jesús le dijo: —Lo que vas a hacer, hazlo pronto. Pero ninguno de los que estaban a la mesa entendió con qué fin le dijo esto, pues algunos pensaban que, como Judas tenía la bolsa, Jesús le decía: «Compra lo que necesitamos para la fiesta», o «da algo a los pobres». Aquél, después de tomar el bocado, salió enseguida. Era de noche. Cuando salió, dijo Jesús: —Ahora es glorificado el Hijo del Hombre y Dios es glorificado en él. Si Dios es glorificado en él, también Dios le glorificará a él en sí mismo; y pronto le glorificará.

La atribución del título de Rabí a Jesús por parte del Iscariote en este episodio es exclusiva de él, pues uno tras otro los demás Apóstoles dicen: «Seguramente no soy yo, Señor», utilizando el título de Señor (Kyrios). El Iscariote vuelve a llamar a Jesús Rabí en Mateo 26:49 cuando lo traiciona ante el Sanedrín en el episodio del Beso de Judas.

## Interpretación de la Iglesia católica
La Pascua era la fiesta nacional israelita por excelencia. Se celebraba en memoria de la liberación de la esclavitud en Egipto. Los ritos prescritos por Moisés consistían en la inmolación de un cordero sin defecto al que no se debía romper ningún hueso, y que debía comerse entero y en una comida donde se expresaba la acciónde gracias a Dios. Marcos y Lucas se detienen, más que Mateo, en la descripción de las acciones preparatorias de la cena pascual. Mateo recuerda que Jesús sabía que Judas le había traicionado, pero eso no le detiene en su misión: «Mi tiempo está cerca» dice al dueño de la casa. «Este deseo de aceptar el designio de amor redentor de su Padre anima toda la vida de Jesús porque su pasión redentora es la razón de ser de su Encarnación» 
Las indicaciones de Jesús para preparar la Pascua y, sobre todo, el anuncio de la traición de Judas que  da cumplimiento a las Escrituras, muestran hasta qué punto están implicados los planes de Dios y las acciones humanas. humanas. «La muerte violenta de Jesús no fue fruto del azar en una desgraciada constelación de circunstancias. Pertenece al misterio del designio de Dios, como lo explica San Pedro a los judíos en Jerusalén ya en su primer discurso de Pentecostés: «Fue entregado según el determinado designio y previo conocimiento de Dios»  Este lenguaje bíblico no significa que los que han «entregado a Jesús»  fuesen solamente ejecutores pasivos de un drama escrito de «antemano por Dios». Es el misterio del plan de Dios que, sin embargo, no violenta la libertad humana por la que cada uno es responsable de sus acciones: «Dios creó buenos a todos los seres que hizo, pero cada uno se hace bueno o malo por su propia elección. Pues bien, si el Señor dijo: Más le valdría a ese hombre no haber nacido, no maldice su propia creación, sino la maldad que le sobrevino en virtud de la elección y negligencia propias de la criatura».
Todos los evangelios recogen, de uno u otro modo, las consecuencias principales que se derivan de las acciones de Jesucristo en esta cena: es una «anticipación del sacrificio de la cruz, que se ofrece para el perdón de los pecados, que supone una Nueva Alianza de Dios con los hombres». En ella instituye el Señor el sacramento de la Eucaristía que es «acción de gracias y alabanza al Padre, memorial del sacrificio de Cristo y de su Cuerpo, presencia de Cristo por el poder de su Palabra y de su Espíritu»  San Lucas es el que recuerda que el Señor estableció este rito como «memorial» de la Pascua de Cristo, como algo que debía evocarse y repetirse en la Iglesia. El Señor indica que el antiguo rito ha acabado; Jesús establece este rito como memorial —«Haced esto en memoria mía» — que se hace presente en la Iglesia cada vez que se renueva de manera incruenta el sacrificio del altar: «Cuando la Iglesia celebra la Eucaristía, hace memoria de la Pascua de Cristo y ésta se hace presente: el sacrificio que Cristo ofreció de una vez para siempre en la cruz, permanece siempre actual: «cuantas veces se renueva en el altar el sacrificio de la cruz, en el que Cristo, nuestra Pascua, fue inmolado, se realiza la obra de nuestra redención».

## En la cultura popular
El artista  renacentista italiano de Leonardo da Vinci autor de la obra La última cena representa el momento preciso que sigue a la predicción en la cena de Jesús. Según la historiadora del arte Helen Gardner, esta obra es la pintura religiosa más reproducida de todos los tiempos.